# Michaela Coel
Michaela Ewuraba Boakye-Collinson, conosciuta come Michaela Coel (Londra, 1º ottobre 1987), è un'attrice, sceneggiatrice e cantante britannica.
Nel 2016 ha vinto il British Academy Television Award come migliore interpretazione femminile in una serie commedia e talento rivelazione per la serie televisiva Chewing Gum, che ha creato, scritto e interpretato nelle vesti di protagonista.
Nel 2020 scrive, interpreta, dirige e produce la miniserie I May Destroy You - Trauma e rinascita, grazie alla quale si aggiudica il Premio Emmy come miglior sceneggiatura in una miniserie, tutti e quattro i BAFTA Television per cui era stata nominata e riceve le prime candidature allo Screen Actors Guild Award, ai Critics' Choice Awards e agli Independent Spirit Awards.
Nello stesso anno il Times la inserisce nella lista relativa alle cento persone più influenti del mondo.

## Biografia

### Origini
Michaela Ewuraba Boakye-Collinson è nata nel 1987 nella parte orientale di Londra, da genitori originari del Ghana. Lei e la sorella sono cresciute a Londra con la madre, vivendo prima a Hackney e poi a Tower Hamlets. Ha frequentato le scuole cattoliche a Londra, e ha raccontato che, durante la scuola primaria, ha bullizzato altri compagni di scuola, spiegando che questo era dovuto al suo isolamento, in quanto unica studente di colore nella sua fascia d'età. La sua situazione di isolamento non è continuata agli altri livelli scolastici.
Tra il 2007 e il 2009, Coel è stata iscritta all'Università di Birmingham, studiando letteratura inglese e teologia. Ha seguito una masterclass di Ché Walker, dopo averlo incontrato ad una serata open mic. Nel 2009 si è spostata alla Guildhall School of Music and Drama, dove è stata la prima donna di colore iscritta nei cinque anni di esistenza della scuola. Ha vinto il premio Laurence Olivier Bursary, che l'ha aiutata a finanziare i suoi studi. Mentre era iscritta alla Guildhall, Coel ha seguito il laboratorio di Mark Proulx a Prima del Teatro e il corso di poesia di Kat Francois al Theatre Royal Stratford East. Si è diplomata alla Guildhall School of Music and Drama nel 2012.

### Carriera
Nel 2006 Coel iniziò ad esibirsi durante le serate open mic di poesia a Ealing. Continuando a fare open mic, fu incoraggiata dall'attore, sceneggiatore e regista Ché Walker, che la vide in scena allo Hackney Empire, a fare domanda di ammissione alla Guildhall. Come poetessa, Coel si è esibita su molti palchi, compresa la Wembley Arena, il Bush Theatre, il Nuyorican Poets Cafe e il De Doelen, a Rotterdam. Andava in scena con il nome di Michaela The Poet. Nel 2009, Coel si iscrisse alla summer school TYPT della Talawa Theatre Company. Nel periodo a Talawa, Coel recitò nella produzione del 2009 di Krunch, per la regia di Amani Naphtali. Nello stesso anno, Coel pubblicò l'album Fixing Barbie, che raccoglieva il suo lavoro di poetessa e musicista. Nel 2011, Coel pubblicò il disco We're the Losers.
Nel 2012 presentò la sua commedia Chewing Gum Dreams come progetto finale per il diploma della Guildhall. Inizialmente fu messo in scena al Yard Theatre di Hackney Wick. La commedia vedeva Coel come unica protagonista, raccontando la storia della quattordicenne Tracey. La commedia fu poi messa in scena al Bush Theatre (2012), al Royal Theatre Holland (2012), al Royal Exchange Theatre (2013) e al National Theatre (2014), raccogliendo recensioni favorevoli. Coel recitò nella produzione di Channel 4 Top Boy e ricoprì ruoli da protagonista al National Theatre. Tra questi, lo spettacolo Home, candidato a diversi premi, e Medea all'Olivier Theatre, acclamato dalla critica.
Nell'agosto del 2014, Channel 4 annunciò che Coel avrebbe scritto e recitato in una nuova sitcom intitolata Chewing Gum, ispirata alla sua stessa commedia Chewing Gum Dreams. I video "C4 Comedy Blaps" furono pubblicati come teaser nel settembre del 2014 e la serie cominciò ad essere trasmessa su E4 nell'ottobre 2015. La sua interpretazione le fece guadagnare il British Academy Television Award per la migliore attrice in una commedia nel 2016. Vinse anche un BAFTA come talento esordiente per aver scritto la sceneggiatura della serie. Chewing Gum ricevette recensioni estremamente positive. Nel 2015, Coel recitò nel dramma di BBC One London Spy. Nel 2016 apparve come Lilyhot nella commedia drammatica fantascientifica di E4 The Aliens, girato in Bulgaria.
A gennaio 2017 fu pubblicata una seconda stagione di Chewing Gum. Recitò anche negli episodi Nosedive e USS Callister della serie Black Mirror di Charlie Brooker e ricoprì un piccolo ruolo nel film del 2017 Star Wars: The Last Jedi. Nel 2018 Coel recitò in Black Earth Rising, una coproduzione di BBC Two e Netflix, dove ricopriva il ruolo della protagonista Kate. Recitò anche nel ruolo di Simone nel musical Been So Long, pubblicato su Netflix con recensioni positive nell'ottobre del 2018. Coel ha inoltre creato, scritto, prodotto, co-diretto e recitato nella miniserie I May Destroy You - Trauma e rinascita, ispirata alla sua esperienza personale di vittima di abuso sessuale. La miniserie è andata in onda su BBC One nel Regno Unito e HBO negli Stati Uniti a giugno 2020, raccogliendo molti consensi. Coel ha dichiarato di aver rifiutato un milione di dollari da Netflix dopo che il servizio di streaming rifiutò di riconoscerle i diritti di proprietà intellettuale della miniserie.
Coel è stata inclusa nella classifica Time magazine's 100, dedicata alle persone più influenti del 2020. Nello stesso anno è stata candidata come una delle attrici rivelazione nella categoria film. Coel è comparsa inoltre nella lista delle donne più influenti del 2020 dell'edizione britannica di Vogue. Infine, nella quindicesima edizione annuale della Powerlist dedicata alle persone più influenti di origine africana o afro-caraibica nel Regno Unito, Coel si è classificata quarta per l'impatto del suo lavoro con I May Destroy You - Trauma e rinascita. A luglio 2021 Coel è entrata nel cast di Black Panther: Wakanda Forever. Nell'agosto 2024 ha annunciato la miniserie First Day on Earth che la vede come protagonista, sceneggiatrice e produttrice esecutiva, co-prodotta da HBO e BBC insieme a A24.

### Vita privata
Alla cerimonia di premiazione dei premi BAFTA 2016 Coel indossò un abito disegnato da sua madre, fatto in stoffa Kente, uno stile di stoffa africana originaria del Ghana. Ha dichiarato che, come la protagonista Tracey di Chewing Gum, anche lei era diventata molto religiosa seguendo la dottrina pentecostale e aveva scelto di praticare la castità. Coel smise di seguire la chiesa pentecostale dopo essersi iscritta alla Guildhall. Si definisce aromantica.

## Filmografia

### Cinema
- Malachi, regia di Shabazz L. Graham (2010) – Cortometraggio
- National Theatre Live: Medea, regia di Carrie Cracknell (2014)
- Monsters: Dark Continent, regia di Tom Green (2014)
- Star Wars: Gli ultimi Jedi (Star Wars: The Last Jedi), regia di Rian Johnson (2017)
- Been So Long, regia di Tinge Krishnan (2018)
- Black Panther: Wakanda Forever, regia di Ryan Coogler (2022)

### Televisione
- Law & Order: UK – serie TV, episodio 7x03 (2013)
- Top Boy – serie TV, episodi 2x03-2x04 (2013)
- London Spy – miniserie TV, 1 puntata (2015)
- Chewing Gum – serie TV, 12 episodi (2015-2017)
- The Aliens – miniserie TV, 6 puntate (2016)
- Black Mirror – serie TV, episodi 3x01 e 4x01 (2016-2017)
- Black Earth Rising – serie TV, 8 episodi (2018)
- RuPaul's Drag Race – reality show (2019)
- I May Destroy You - Trauma e rinascita (I May Destroy You) – miniserie TV, 12 puntate (2020)
- Mr. & Mrs. Smith – serie TV, episodio 1x07 (2024)

## Riconoscimenti
- British Academy Television Awards
  - 2016 – Miglior attrice in una commedia per Chewing Gum
  - 2018 – Candidatura per la miglior sceneggiatura di una commedia per Chewing Gum (condivisa con Rob Hayes)
- British Academy Television Craft Awards
  - 2016 – Miglior talento emergente per Chewing Gum
- Festival internazionale del cinema di Berlino
  - 2018 – Shooting Stars Award
- Black Reel Awards
  - 2017 – Candidatura per la miglior serie comica per Chewing Gum (condivisa con John Pocock, Kelly McGolpin, Nana Hughes e Jon Rolph)
  - 2017 – Candidatura per la miglior sceneggiatura di una serie comica per Chewing Gum (episodio L'età è solo un numero)
  - 2017 – Candidatura per la miglior attrice in una serie comica per Chewing Gum
  - 2018 – Candidatura per la miglior attrice non protagonista in un film per la televisione/serie limitata per Black Mirror
  - 2019 – Candidatura per la miglior attrice in un film per la televisione/serie limitata per Black Earth Rising
- Royal Television Society Awards
  - 2016 – Miglior interpretazione in una commedia per Chewing Gum
- British Independent Film Awards
  - 2018 – Candidatura per il miglior esordiente per Been So Long

## Doppiatrici italiane
Nelle versioni in italiano delle opere in cui ha recitato, Michaela Coel è stata doppiata da:
- Alessia Amendola in Black Earth Rising, I May Destroy You - Trauma e rinascita, Mr. & Mrs. Smith
- Benedetta Degli Innocenti in Been So Long, Black Panther: Wakanda Forever
- Letizia Scifoni in Chewing Gum